# Tyler Gillett
Tyler Gillett (Flagstaff, 6 marzo 1982) è un regista e scenografo statunitense.

## Biografia
Nato il 6 marzo 1982 e cresciuto a Flagstaff in Arizona, si è laureato nel 2004 alla facoltà di produzione di film e arte all'Università dell'Arizona. 
Inizia la sua carriera con servizi fotografici. Inizia poi a dirigere cortometraggi come The Groundlings e Upright Citizens Brigade Theatre e successivamente anche Domesticating e Funny in Love e Books. Nel 2009 ha lavorato insieme a Matt Bettinelli-Olpin e Chad Villella al film Chad, Matt & Rob. Raggiunge l'apice del successo con i successivi due film: V/H/S e La stirpe del male.

## Filmografia

### Direttore della fotografia
- The Locator - serie TV, 10 episodi (2008-2010)
- Funny in Love - serie TV (2011)
- V/H/S, registi vari (2012)

### Regista

#### Cinema
- V/H/S, co-diretto (2012)
- La stirpe del male (Devil's Due), co-diretto con Matt Bettinelli-Olpin (2014)
- Finché morte non ci separi (Ready or Not), co-diretto con Matt Bettinelli-Olpin (2019)
- Scream, co-diretto con Matt Bettinelli-Olpin (2022)
- Scream VI, co-diretto con Matt Bettinelli-Olpin (2023)
- Abigail, co-diretto con Matt Bettinelli-Olpin (2024)

#### Televisione
- Funny in Love – serie TV, episodi 1x01-1x02-1x03 (2011)
- Books – serie TV, 6 episodi (2011)